# Simkinia turanica
Simkinia turanica är en kvalsterart som beskrevs av Krivolutsky 1966. Simkinia turanica ingår i släktet Simkinia och familjen Hemileiidae. Inga underarter finns listade i Catalogue of Life.